# 獅子會自然教育中心

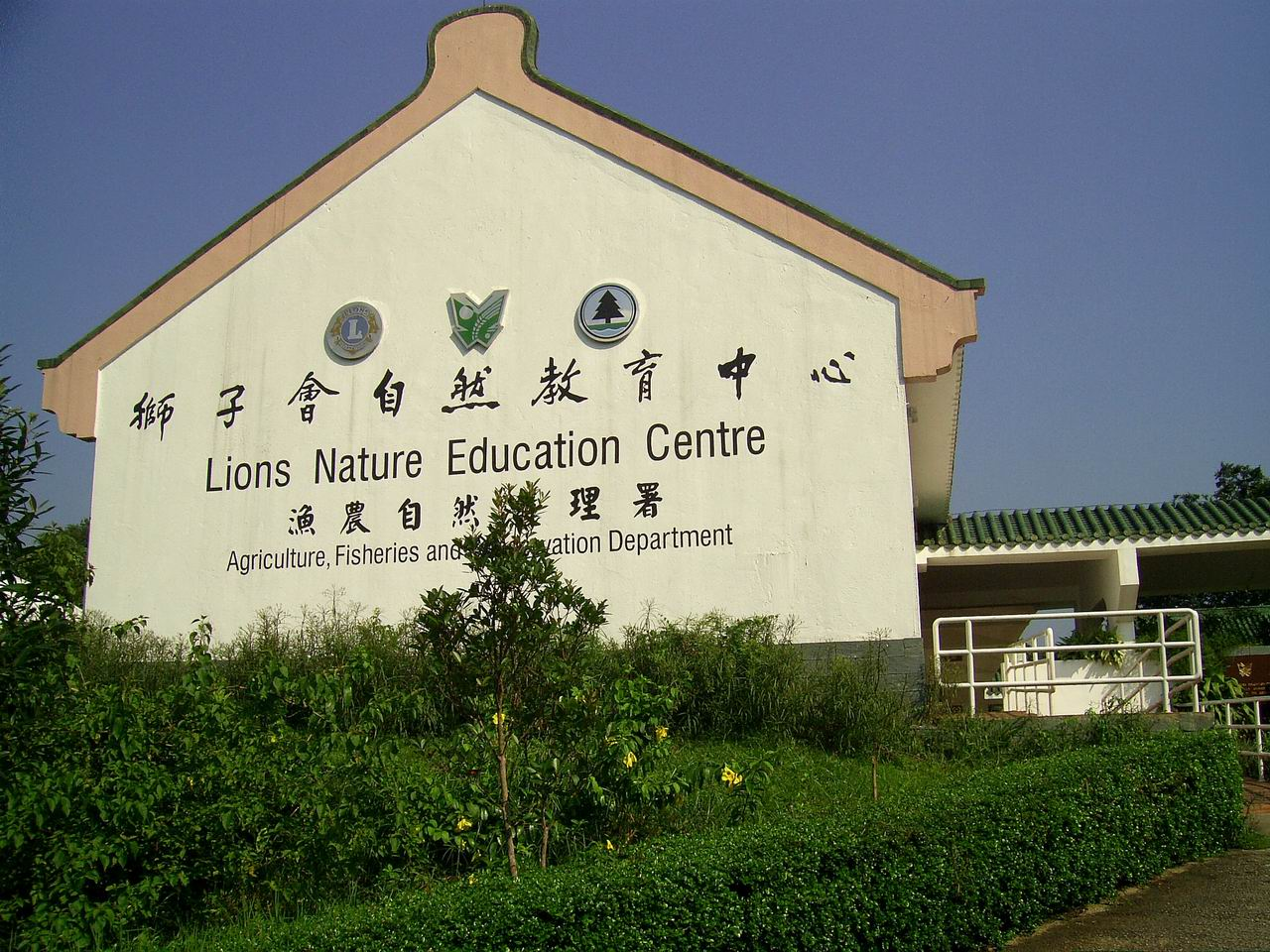
獅子會自然教育中心

獅子會自然教育中心（Lions Nature Education Centre，簡稱LNEC）位於香港新界西貢半島對面海蕉坑，是香港首個自然教育中心，佔地約34公頃。
教育中心前身是建於1950年代的「政府實驗農場」，在1986年關閉，於1987年香港政府把附近一帶共24公頃土地劃為蕉坑特別地區，再得國際獅子會基金（Lions Clubs International Foundation，簡稱L.C.I.F.）撥捐20萬美元建設經費，於1991年2月27日由國際獅子總會會長畢嘉士（William L. "BILL" Biggs）及時任漁農處處長李熙瑜博士主持奠基，同年6月8日由當時的香港總督衛奕信爵士主持揭幕。
獅子會自然教育中心由漁農自然護理署管理，為學校、公私營機構和市民大眾舉辦各類自然教育、實地研究和康樂活動，協助保護香港的自然環境。

## 設施

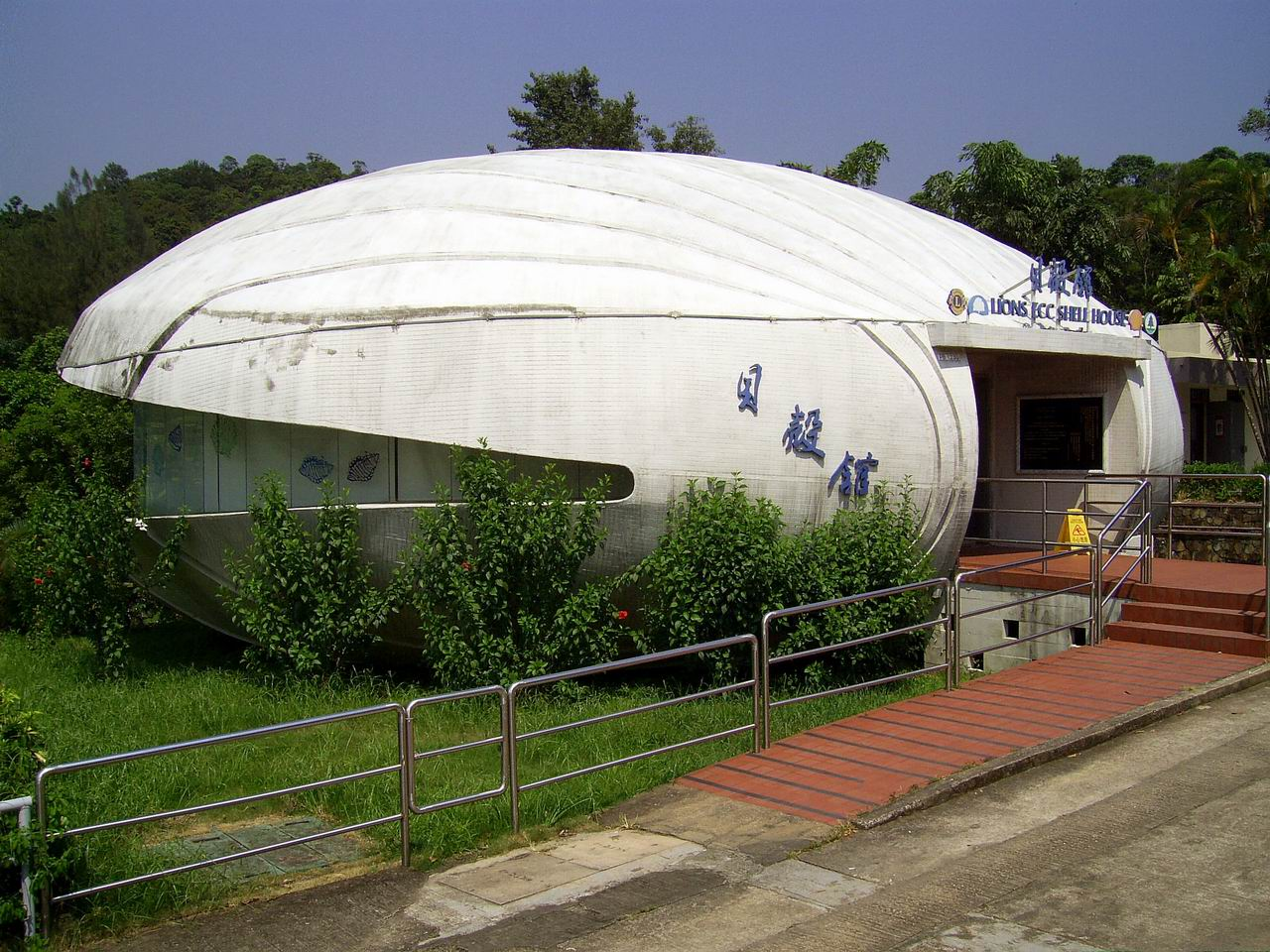
「貝殼館」

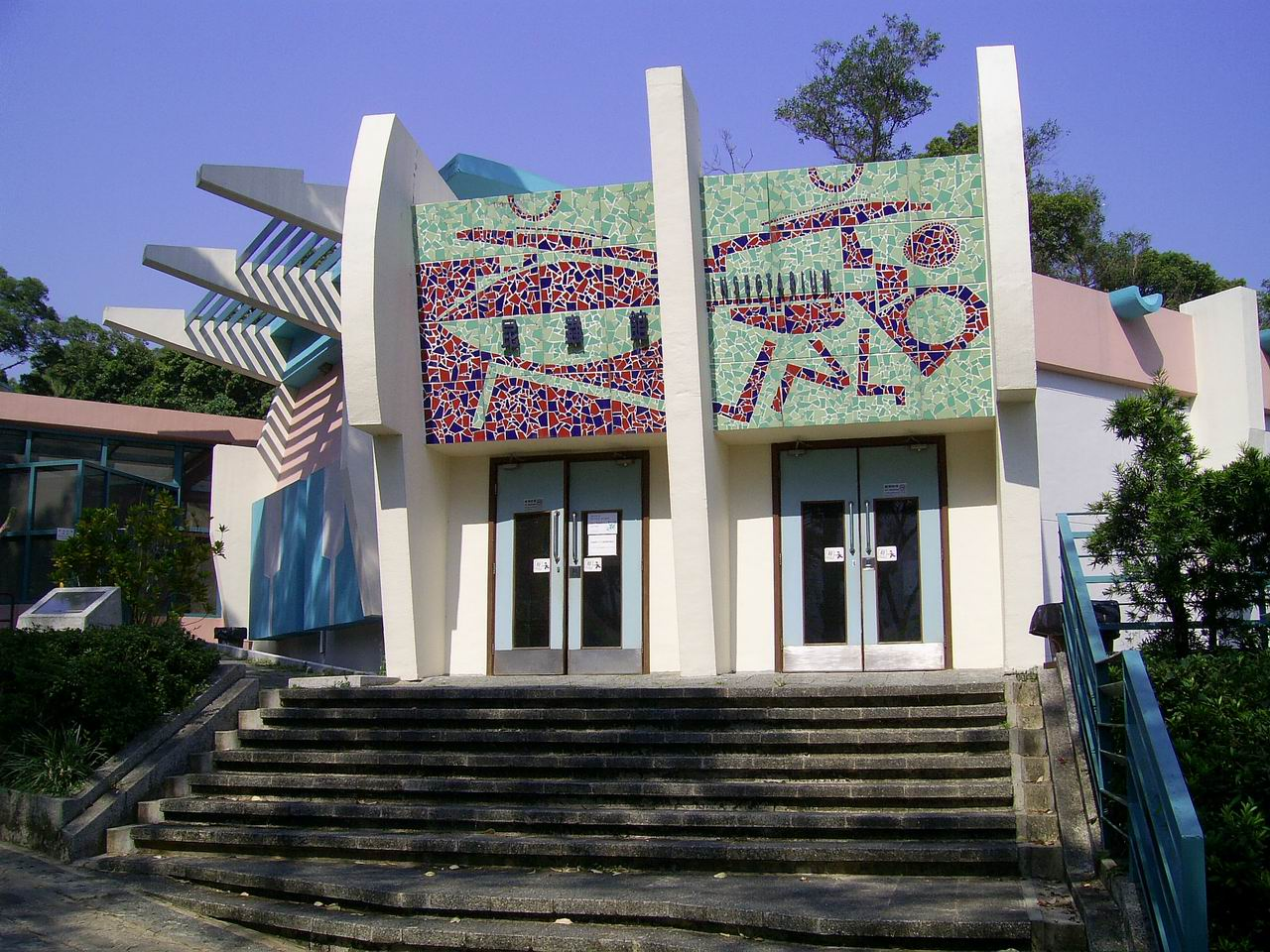
「昆蟲館」

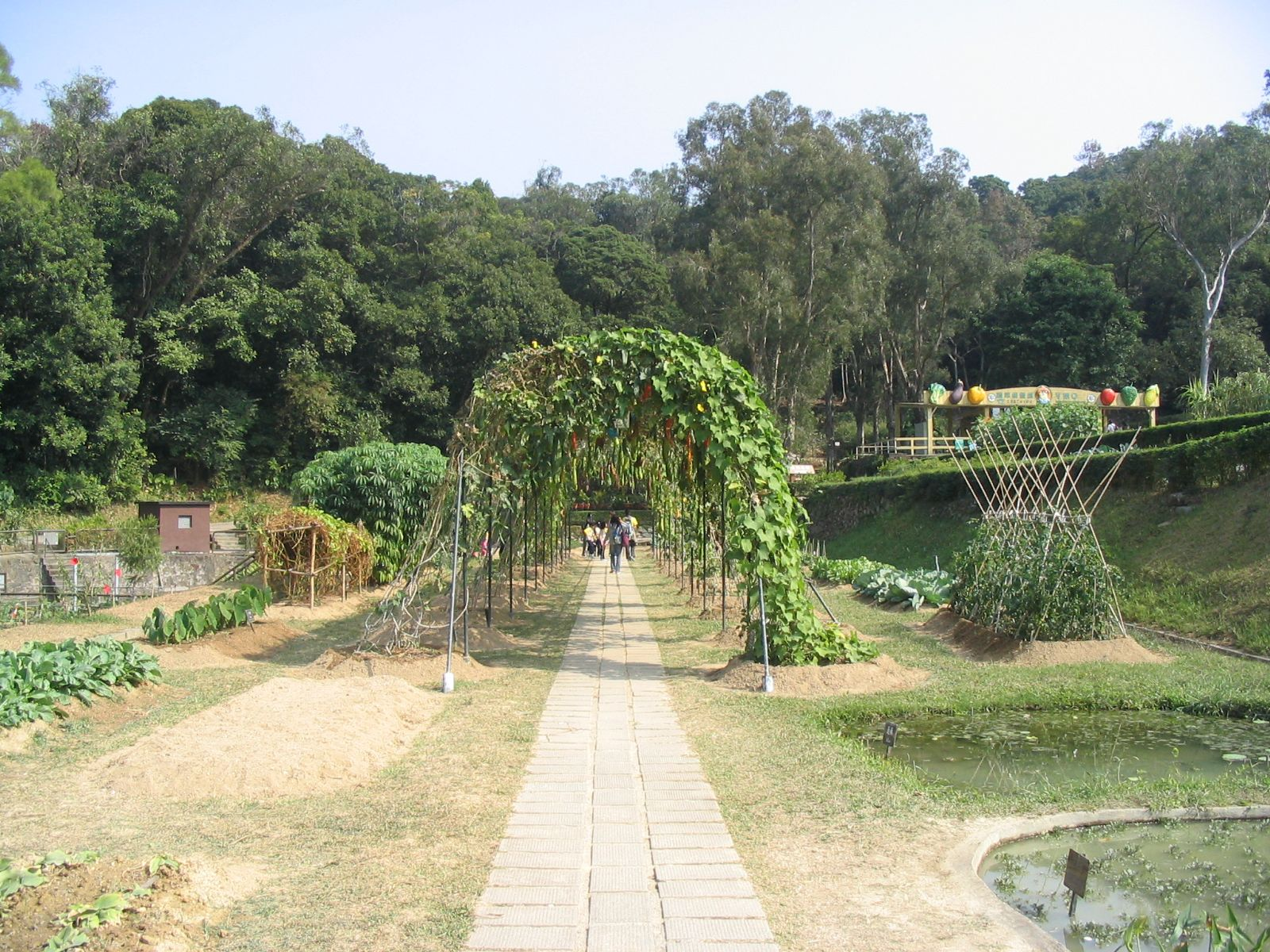
示範農田

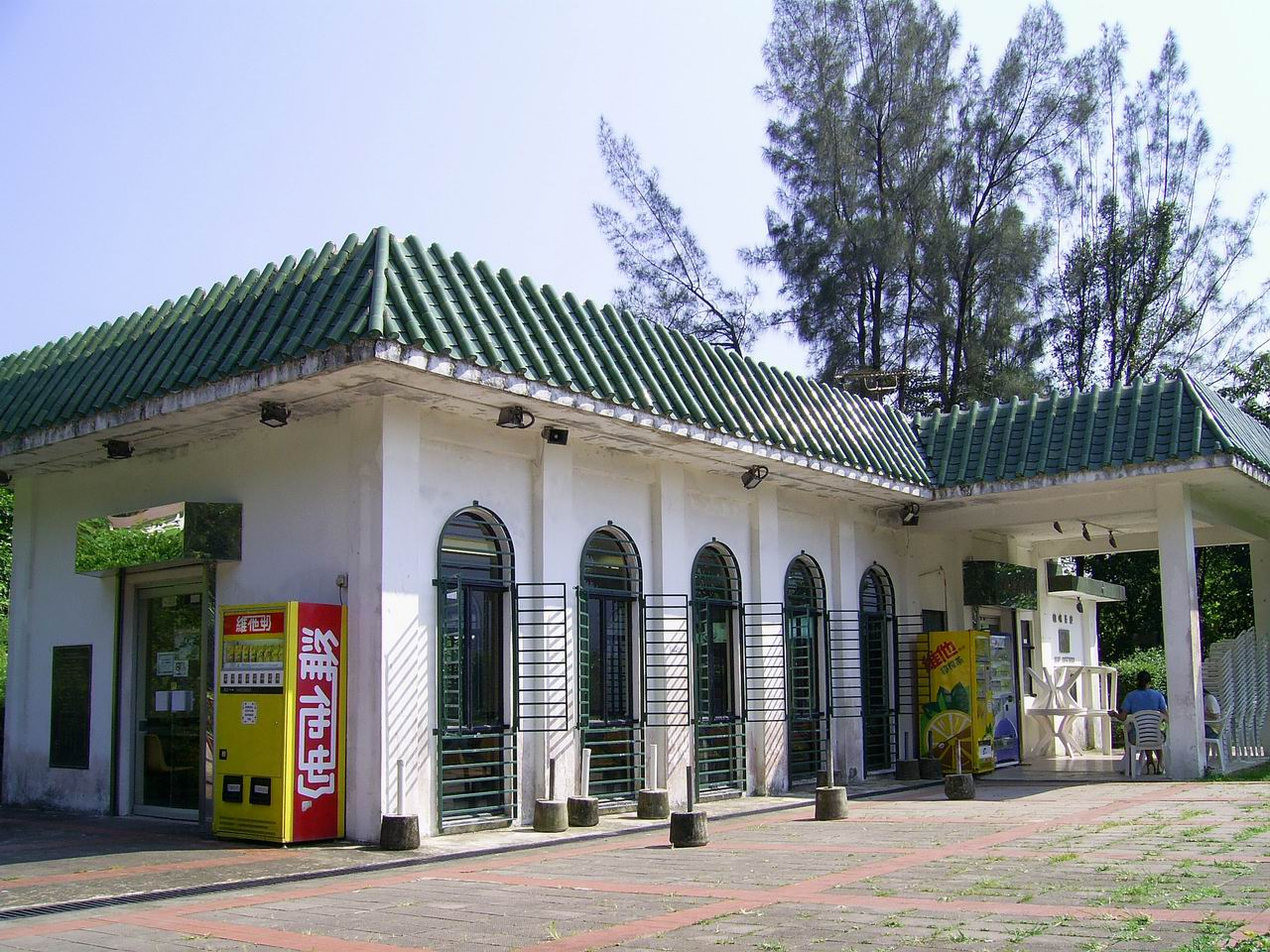
聰鳴茶座

獅子會自然教育中心設有「昆蟲館」、「貝殼館」、「漁館」、「農館」和「地質公園遊客中心」等展覽館，並設有戶外場地展示動植物標本和有機耕種農作物。中心內設有蕉坑自然教育徑。

### 室內展覽
自然教育中心主館仿四合院形式建築，由東南西北四條走廊連接，中央為天井花園，除辦公室及詢問處佔用一角外，其餘為三個獨立展覽館：
1. 「漁館」（寶馬山獅子會）：展出香港出產的魚類和水棲生物的資料，並介紹香港漁業和漁業研究的發展；
2. 「農館」：介紹香港農業的特徵和農業發展過程，並有信譽農場的詳盡資料；
3. 「地質公園遊客中心」（李國賢館）：介紹香港的地質資料，並有來自世界各地的岩石樣本展覽，提高市民對保護地質環境的意識。前為「郊野館」，介紹香港鄉郊資源和保護郊野的重要性。

主館後方為貝殼形建築的「貝殼館」，由國際獅子會303區、蜆殼有限公司和環境及自然保育基金贊助，於1998年6月10日由規劃環境地政局局長梁寶榮主持揭幕啟用。館內展出約5,000枚貝殼，全面及有系統地展出香港及外地的貝殼，並特別介紹貝殼的價值、其在生物學上的重要性、分類及存護，還有香港石灰窰的歷史及發展。
鄰近「熱帶果園」的「昆蟲館」於1997年1月11日由漁農處處長李熙瑜博士主持揭幕。館內介紹昆蟲的分類、變態現象、分佈、巢穴建築及香港本地的害蟲。

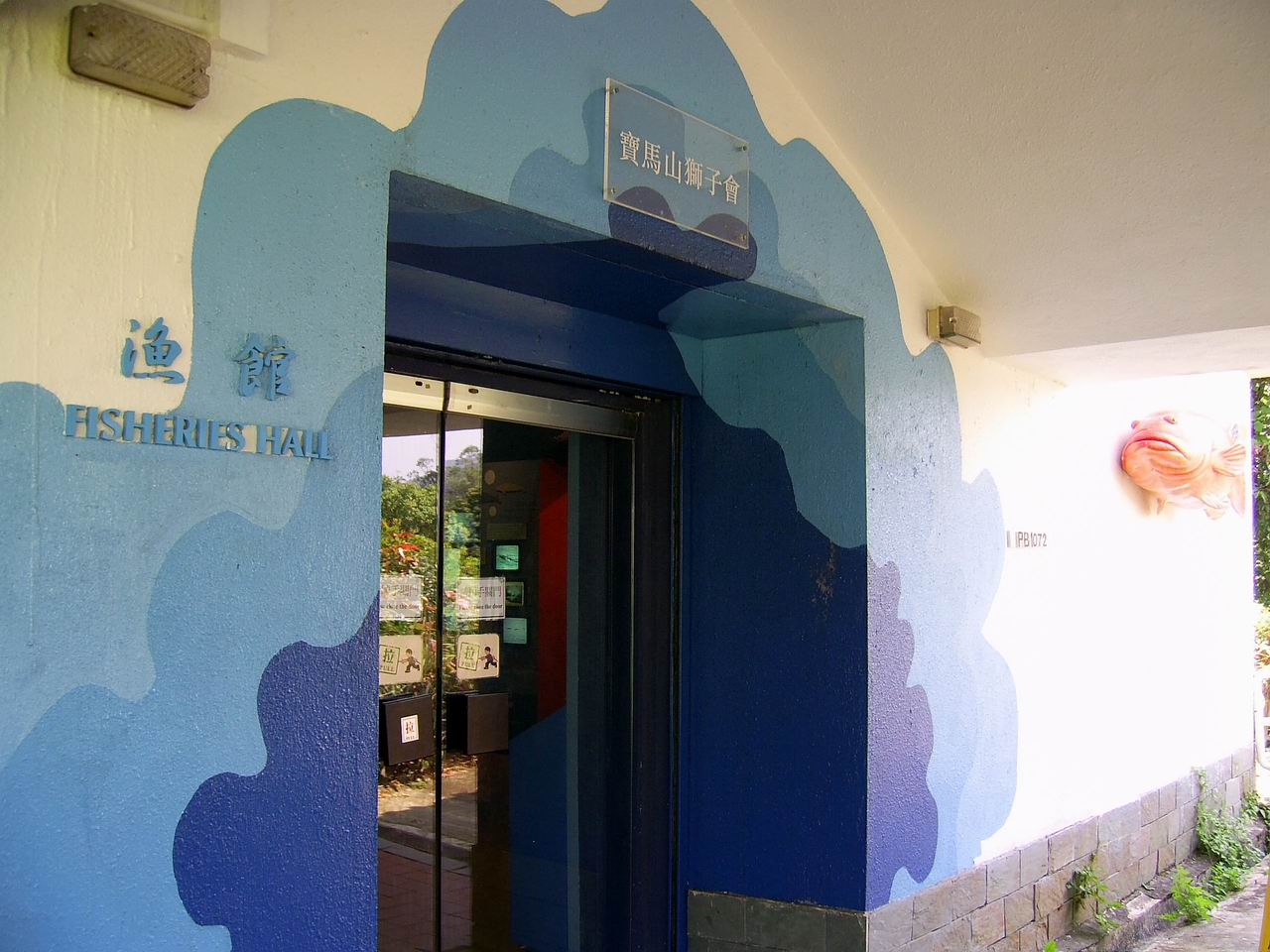
「漁館」
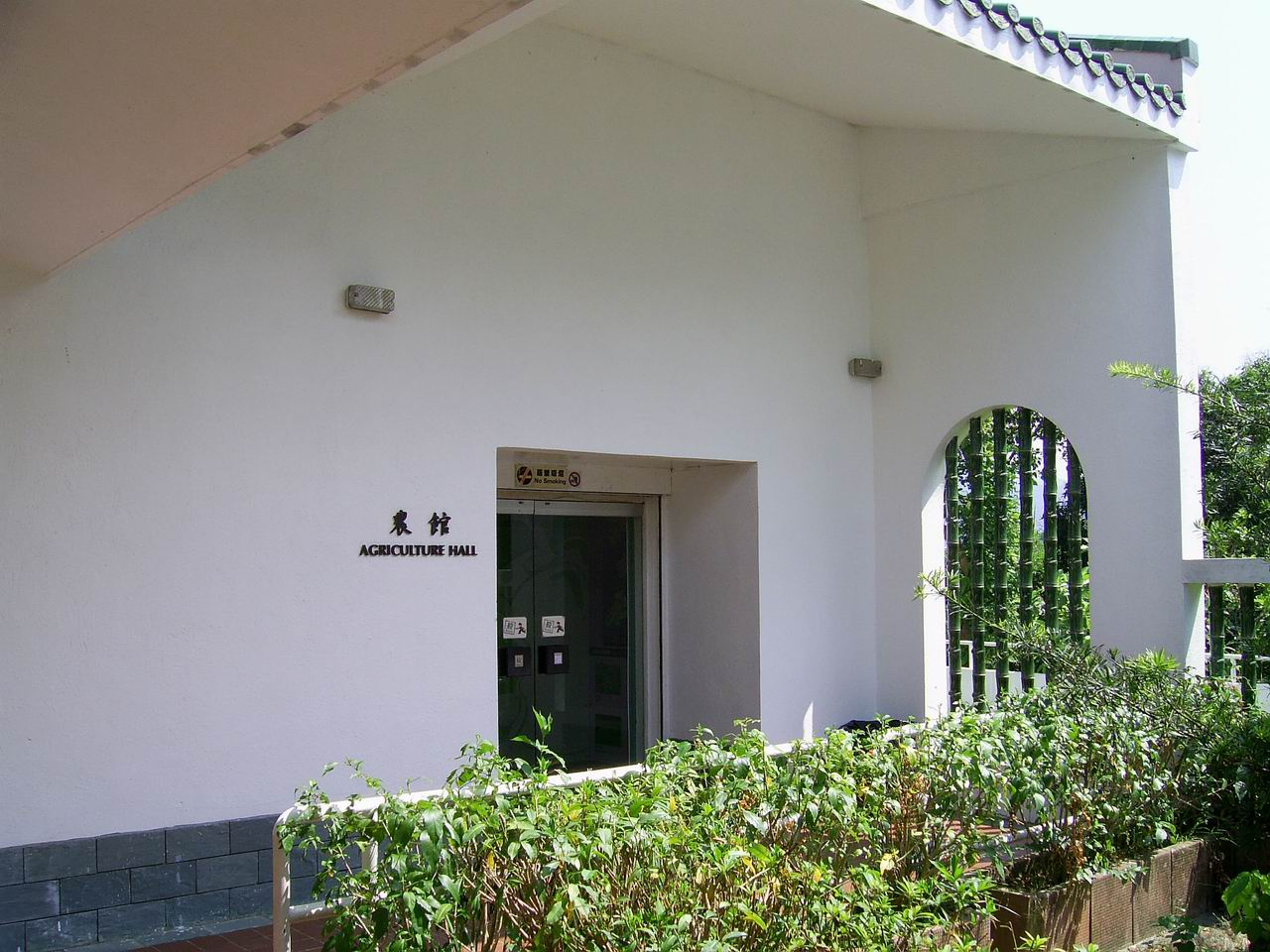
「農館」
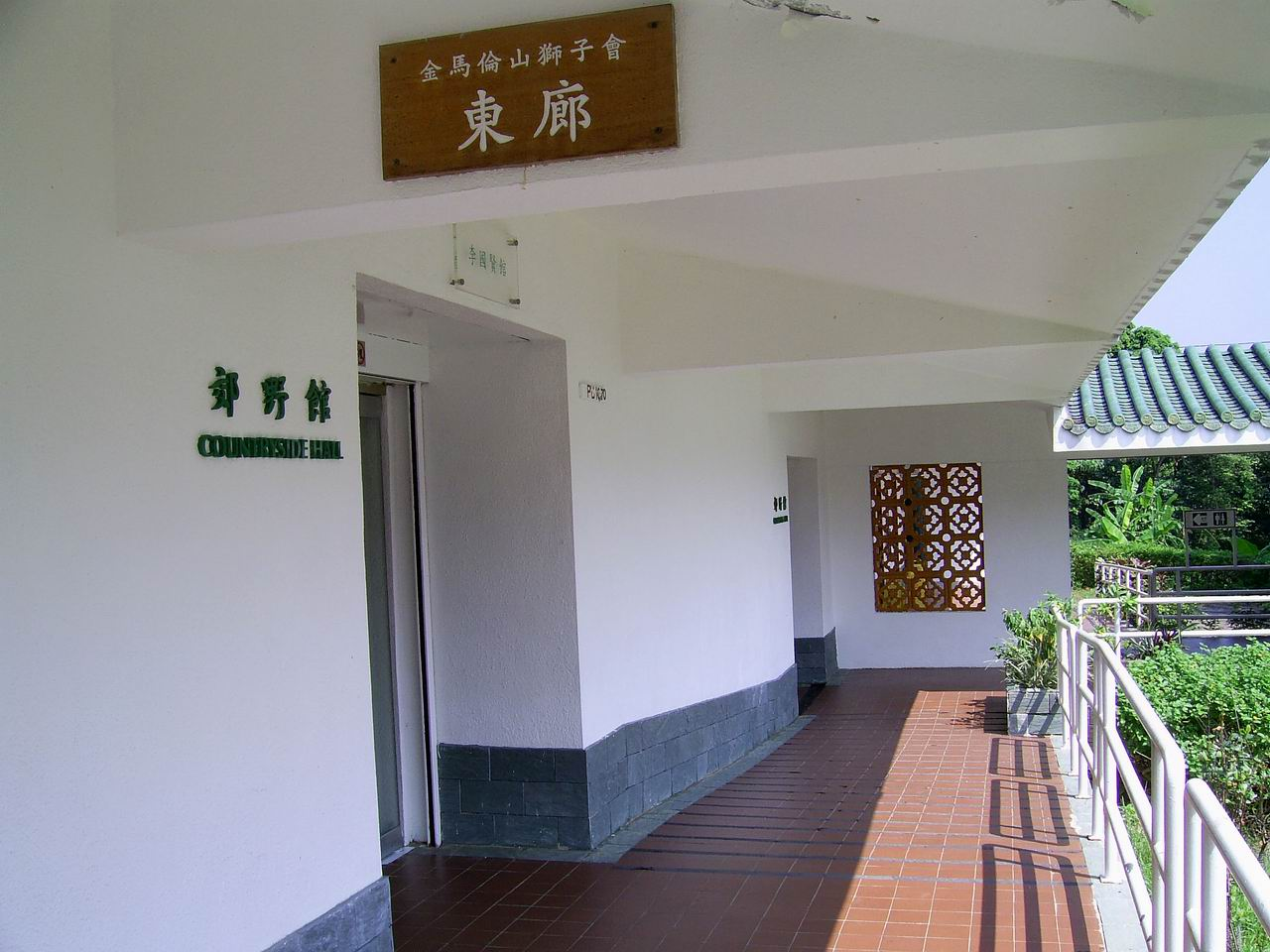
「郊野館」
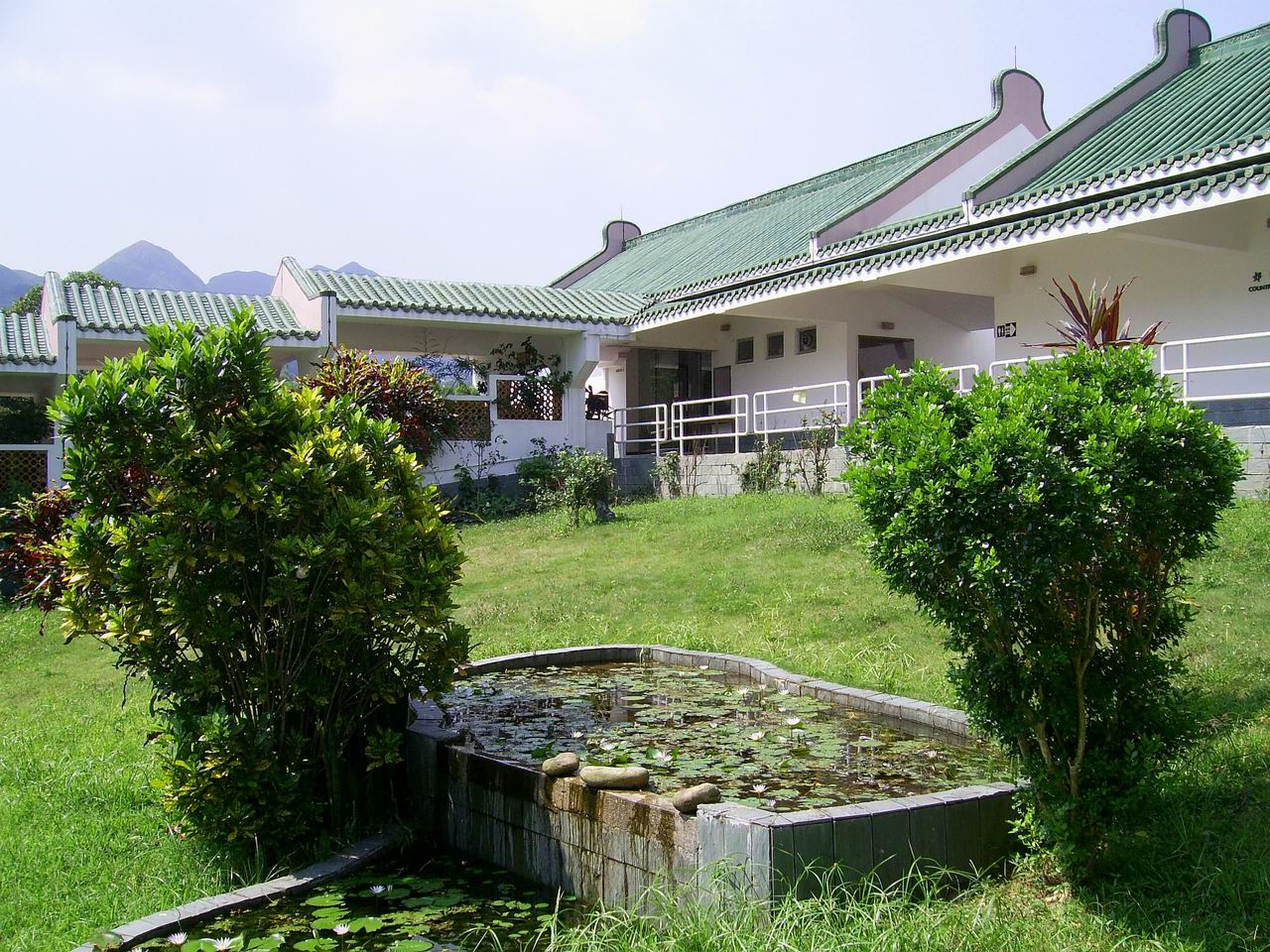
天井花園

### 室外展覽
中心室外部分分作多個不同主題的展覽區：
1. 「蜻蜓池」：是香港首個特為蜻蜓而挖建的池塘，可供在香港發現的全數蜻蜓類的四份一約52種蜻蜓生息；
2. 「中草藥園」：培植超過100種中草藥，大部份是香港中國醫學研究所（Hong Kong Chinese Medical Research Institute）所長李甯漢領導香港中草藥園建設委員會（Hong Kong Chinese Herbary Establishment Committee）的同事在香港郊野中採集，供公眾參觀；
3. 「示範農田」：種植合時的農作物；
4. 「美果園」：收集超過30種熱帶和亞熱帶果樹，其中大部份是華南品種；
5. 「標本林」：面積約半公頃，收集包括香港本地茶花、杜鵑、香港首次發現的植物、風水林的樹木及針葉樹的代表品種。

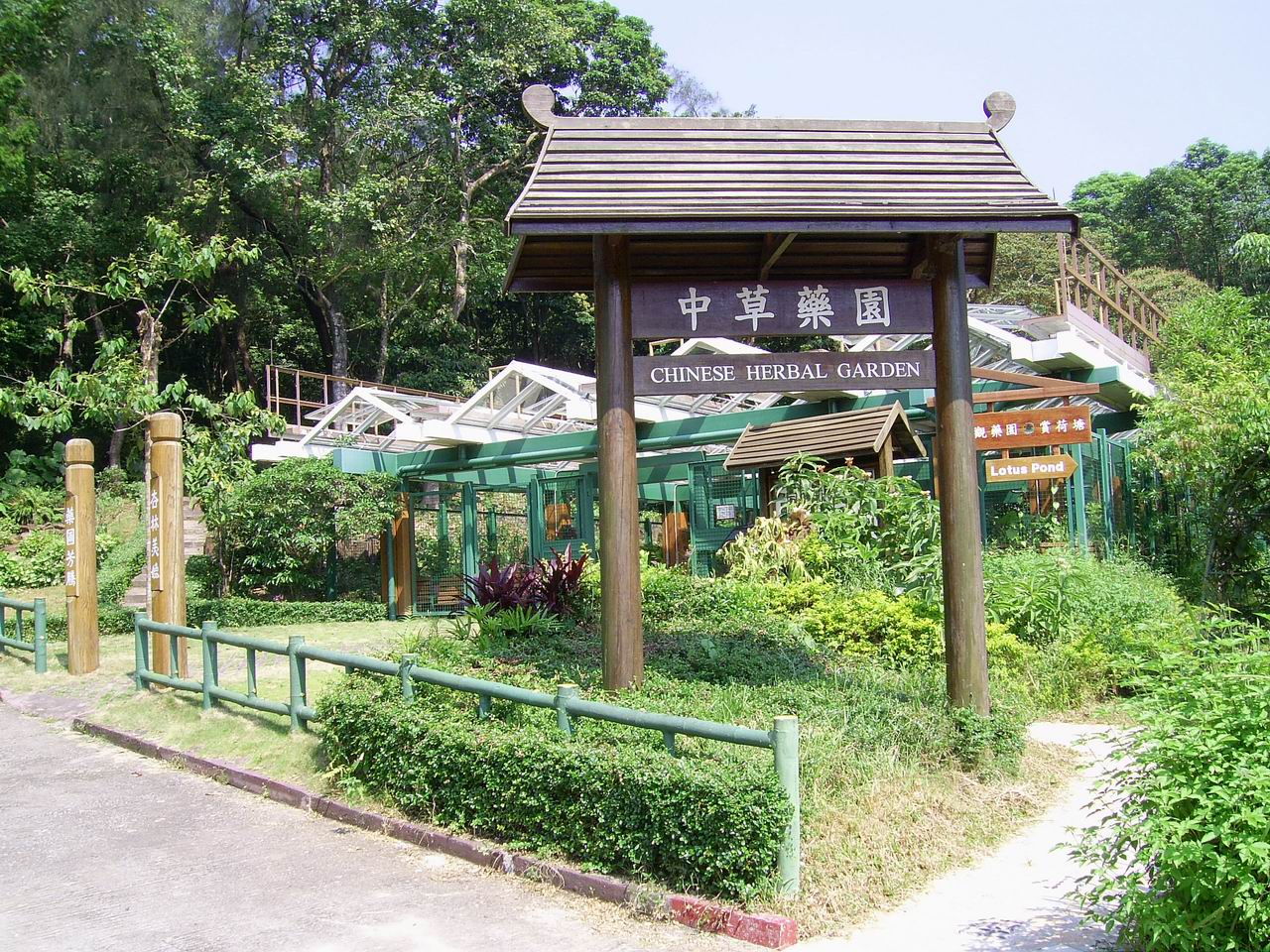
「中草藥園」
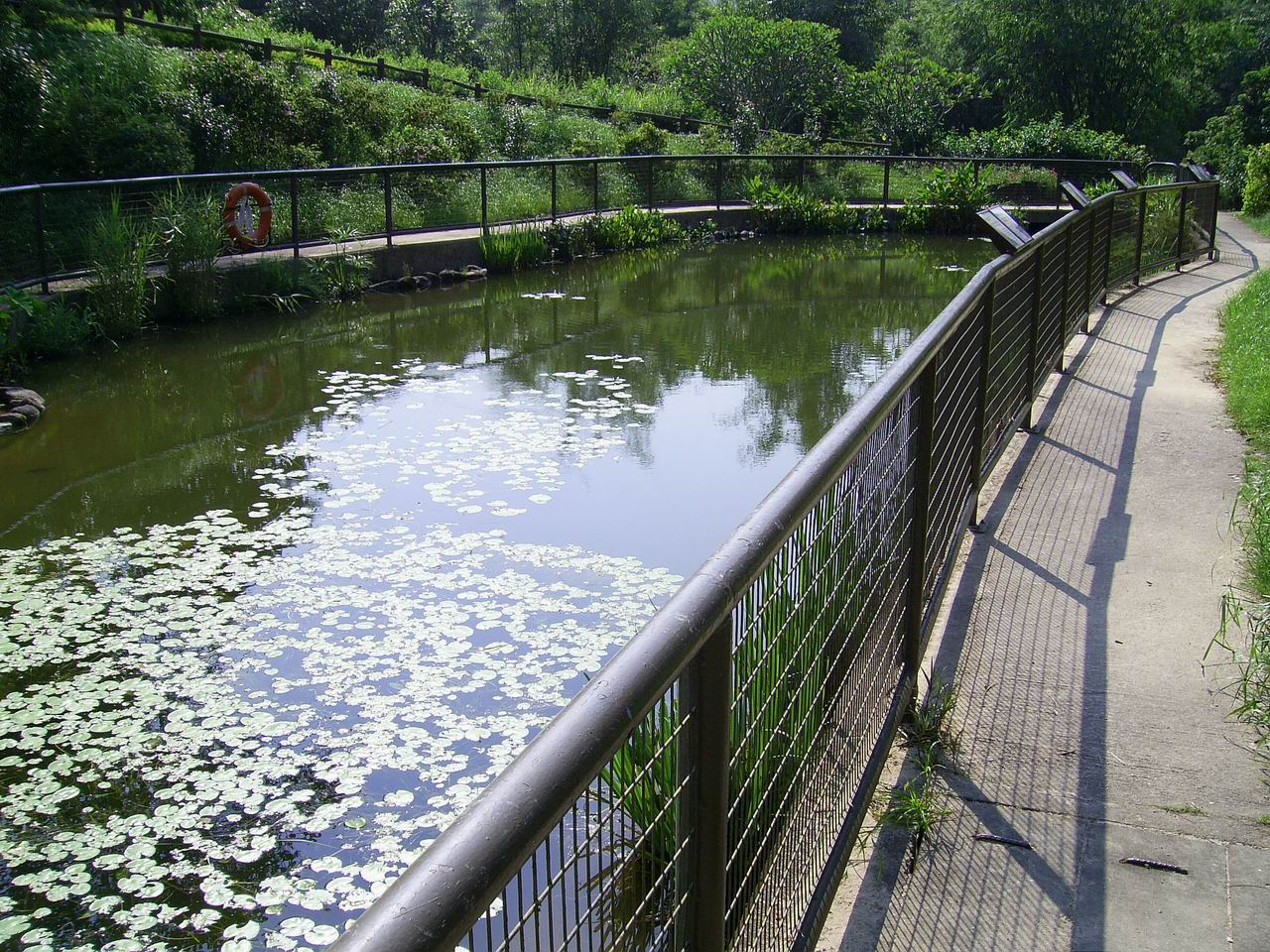
「蜻蜓池」
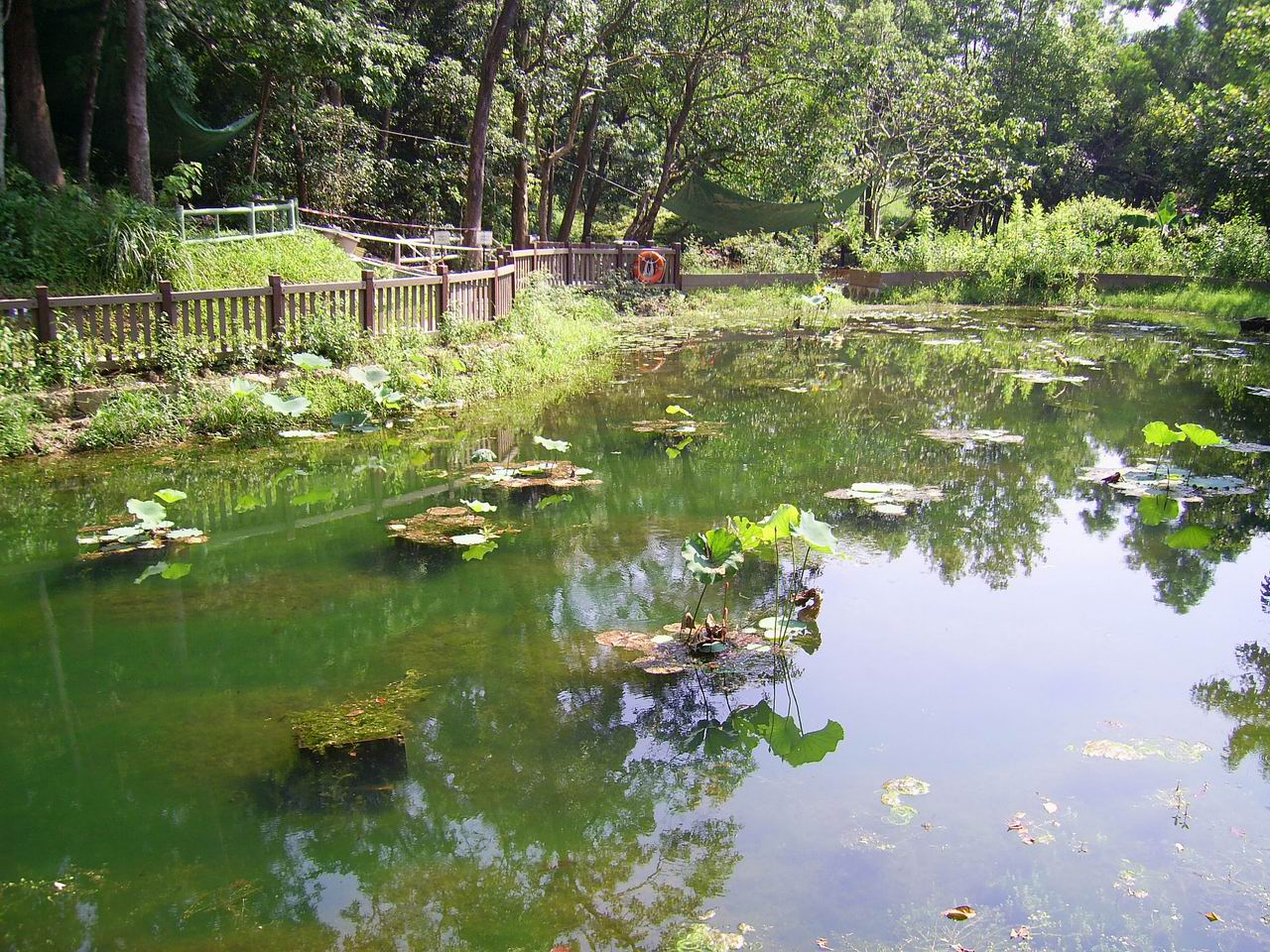
「荷塘」
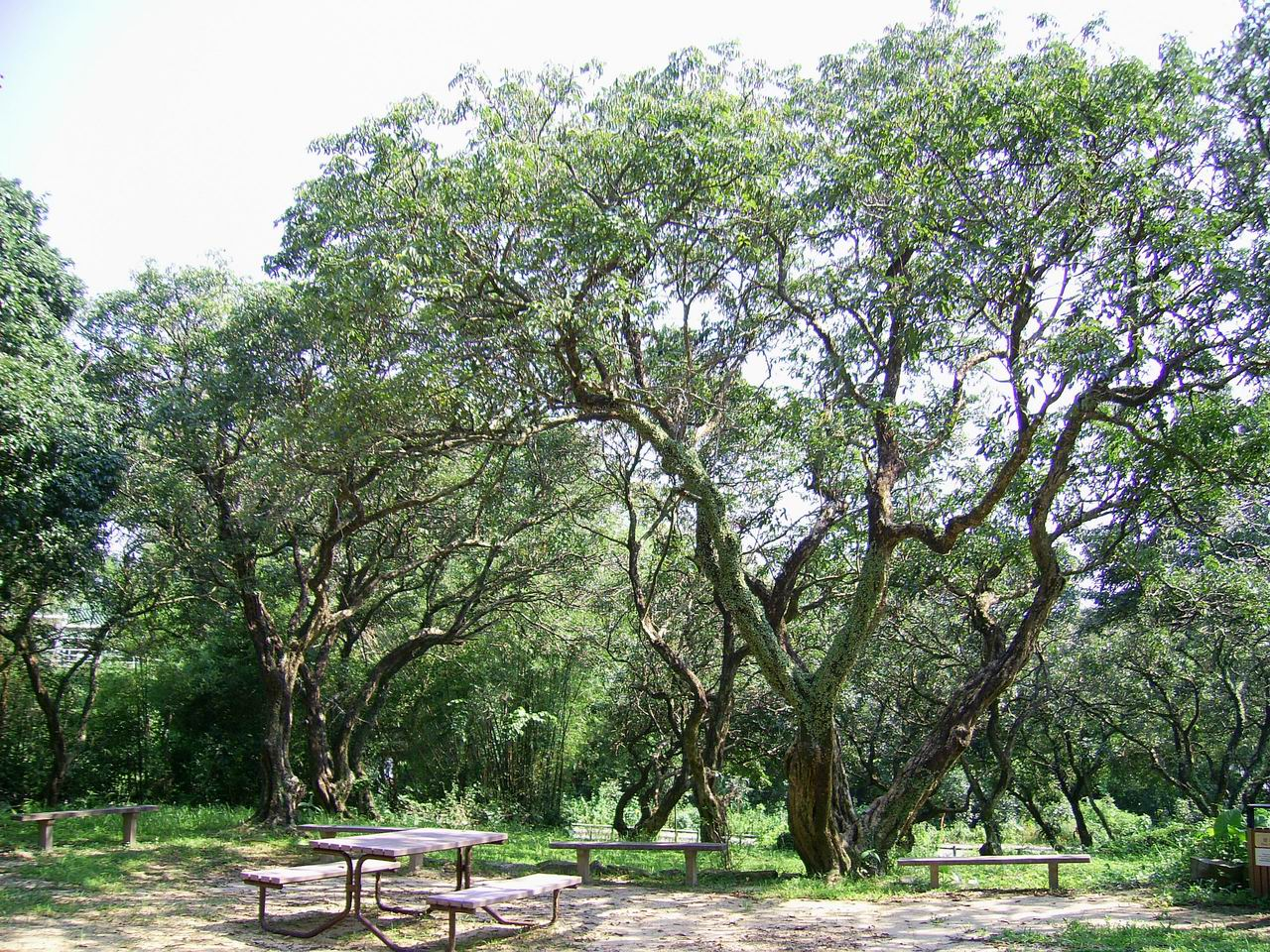
「荔枝園」

### 聰鳴茶座
「聰鳴茶座」由香港聾人福利促進會的聽障人士經營，獲得漁農自然護理署批出場地及香港賽馬會和國際獅子總會港澳303區資助，於1995年6月25日由衛生福利司司長霍羅兆貞主持開幕啟業，是早期的社會企業之一。

## 樹木全接觸

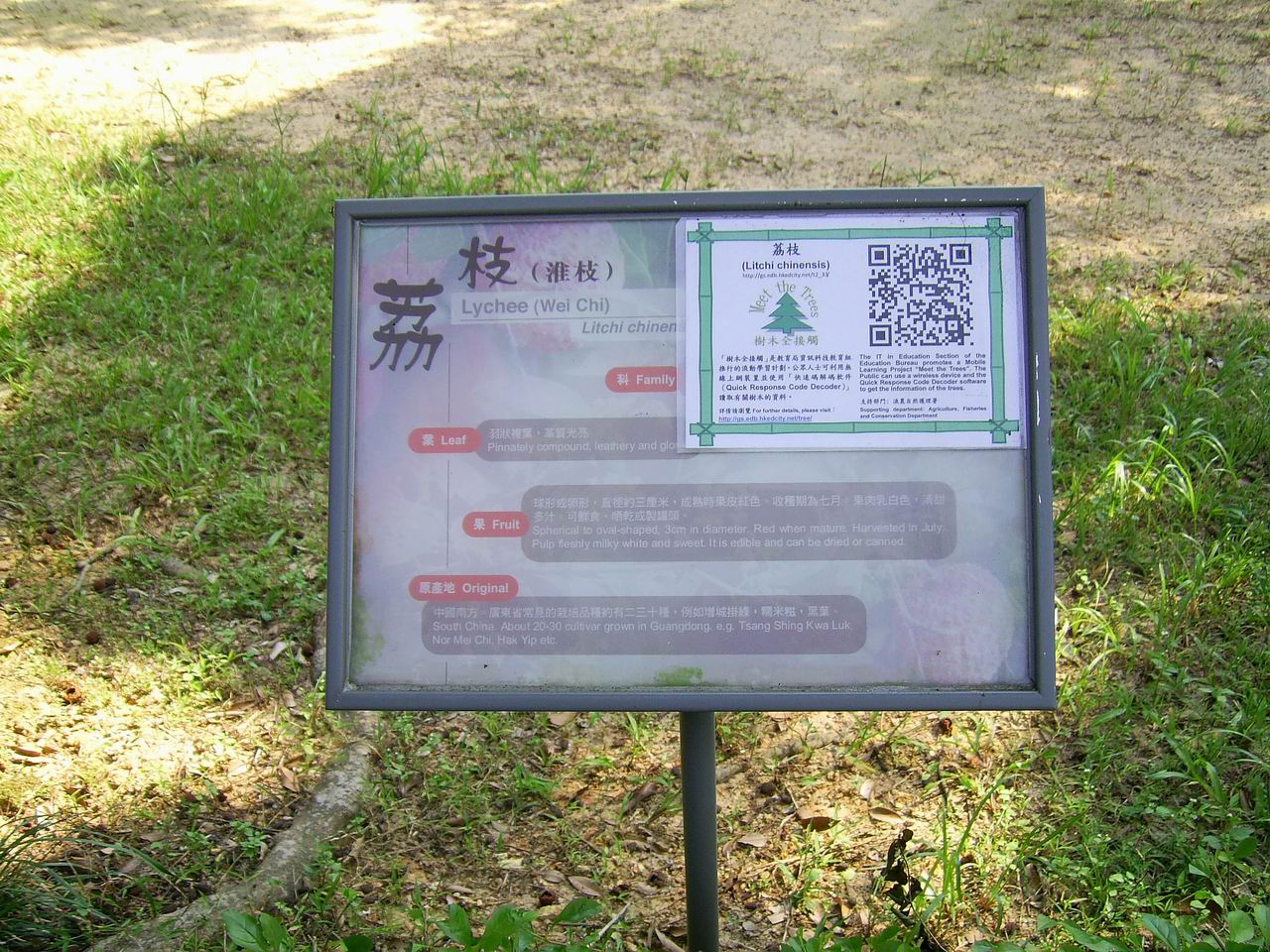
附有快速碼荔枝樹介紹牌

「樹木全接觸」是教育局資訊科技教育組推行的流動學習計劃，公眾人士可利用無線上網裝置並使用「快速碼解碼軟件」（Quick Response Code Decoder）讀取有關樹木的資料。在獅子會自然教育中心內部分樹木的介紹牌亦附有快速碼（Quick Response Code）。

## 外部連結
- 獅子會自然教育中心官網 （页面存档备份，存于）
- 西貢區郊野公園及郊遊徑：獅子會自然教育中心 （页面存档备份，存于）
- 香港聾人福利促進會：聰鳴茶座
- 樹木全接觸－流動學習計劃 （页面存档备份，存于）